# Heron (Montana)
Heron es un lugar designado por el censo (en inglés, census-designated place, CDP) ubicado en el condado de Sanders, Montana, Estados Unidos. Según el censo de 2020, tiene una población de 173 habitantes.

## Geografía
La localidad está ubicada en las coordenadas 48°3′50″N 115°58′49″O / 48.06389, -115.98028. Según la Oficina del Censo de los Estados Unidos, Heron tiene una superficie total de 13.19 km², de la cual 13.19 km² corresponden a tierra firme y (0%) 0 km² es agua.

## Demografía
Según el censo de 2020, hay 173 personas residiendo en Heron. La densidad de población es de 13.12 hab./km². El 89.60% son blancos, el 0.58% es afroamericano, el 0.58% es amerindio, el 0.58% es asiático, el 4.62% son de otras razas y el 4.05% son de dos o más razas. Del total de la población, el 6.36% son hispanos o latinos de cualquier raza.